# Къстър (окръг, Южна Дакота)
Вижте пояснителната страница за други значения на Къстър.
Окръг Къстър (на английски: Custer County) е окръг в щата Южна Дакота, Съединени американски щати. Площта му е 4038 km², а населението - 8691 души (2017). Административен център е град Къстър.